# George Baldock
George Henry Ivor Baldock (Buckingham, 9 maart 1993 – Glyfada, 9 oktober 2024) was een Engels-Grieks voetballer. Hij speelde doorgaans als rechtsachter. In juni 2022 debuteerde hij voor de Griekse nationale ploeg, waarvoor hij uiteindelijk 12 interlands speelde.
Hij was de jongere broer van Sam Baldock, die als aanvaller speelde.

## Carrière
In mei 2019 promoveerde Baldock met Sheffield United naar de Premier League. Met de club eindigde hij namelijk als tweede in het Championship, de Engelse tweede voetbaldivisie. Norwich City promoveerde als kampioen van die tweede divisie. Baldock startte zijn professionele loopbaan als jeugdspeler van MK Dons – de opvolger van het failliete Wimbledon – en werd daarna meermaals uitgeleend door deze club. Zo kwam de rechtsachter terecht in IJsland, waar hij voor ÍBV uitkwam.
Baldock beleefde zijn persoonlijke doorbraak bij League One-club Oxford United in het seizoen 2015/2016, op huurbasis van MK Dons. Hij was nagenoeg het hele seizoen een certitude op de positie van rechtsachter. In zijn laatste seizoen bij MK Dons, 2016/2017, was hij eveneens een vaste waarde. Na dat seizoen verkaste Baldock naar tweedeklasser Sheffield United, waar hij wederom een defensief dragende speler werd. Een ploeg met nagenoeg uitsluitend Britse spelers steeg aan het einde van het seizoen 2018/2019 naar de Premier League, geleid door trainer Chris Wilder. Het elftal van Wilder liet een sterke indruk na gedurende de eerste seizoenshelft. In december 2019 prijkte men op een gedeelde zesde plaats naast Manchester United. Baldock, een offensieve flankverdediger, is een sterkhouder en miste tot dan toe geen wedstrijd voor The Blades. Baldock droeg in die periode zijn steentje bij aan het succes door een uitoverwinning tegen Norwich City over de streep te trekken op 8 december 2019.

## Interlandcarrière
Baldock kon, naast zijn geboorteland Engeland, ook uitkomen voor Griekenland, omdat hij een grootmoeder uit dat land heeft. Bondscoach Gus Poyet riep hem in mei 2022 op voor de Griekse nationale ploeg. Baldock maakte zijn debuut op 2 juni 2022 in de uitwedstrijd in de Nations League tegen Noord-Ierland (0–1 winst). Hij mocht in de extra tijd invallen voor Lazaros Rota.

## Overlijden
Het levenloze lichaam van Baldock werd op 9 oktober 2024 in het zwembad van zijn huis in het Griekse Glyfada gevonden. Hij werd 31 jaar oud.